# Børshandlet fond
En børshandlet fond (engelsk: exchange-traded fund), eller i daglig tale oftest blot benævnt en ETF, er en investeringsfond og samtidig et børshandlet produkt – altså er det en investeringsfond, der handles direkte på en fondsbørs.
Således ligner ETF'er på mange måder almindelige investeringsforeninger, bortset fra at ETF'er købes og sælges fra andre ejere i løbet af dagen på diverse fondsbørser, mens investeringsforeninger købes og sælges gennem et administrationsselskab eller en distributør baseret på deres pris ved dagens slutning (investeringsfondens indre værdi).
En ETF kan både indeholde aktiver såsom aktier, obligationer, valutaer, futureskontrakter og/eller råvarer såsom guldbarrer, og opererer generelt med en arbitragemekanisme designet til at holde ETF'ens handlede kurs tæt på dens indre værdi, om end afvigelser lejlighedsvis kan forekomme.
De fleste ETF'er er passivt forvaltede indeksfonde hvilket vil sige, at de har de samme værdipapirer i samme proportioner som et bestemt aktiemarkedsindeks eller obligationsmarkedsindeks. De mest populære ETF'er i USA efterligner S&P 500-indekset, NASDAQ-100-indekset, guldprisen, "vækst"-aktierne i Russell 1000-indekset eller et indeks for de største teknologivirksomheder. De største passivt forvaltede ETF'er har årlige løbende årlige administrationsomkostninger på 0,03% af det investerede beløb, men nogle aktivt forvaltede eller andre særlige ETF'er kan have løbende årlige administrationsomkostninger på langt over 1% af det investerede beløb. Investorer betaler ikke disse omkostninger direkte til udstederen af ETF'en, men betaler i stedet omkostninger indirekte ved, at en del af de samlede midler under forvaltning anvendes til afholde diverse administrationsomkostning (fx løn).
En ETF opdeler ejerskab ud i aktier, der ejes af de enkelte aktionærer. Aktionærerne ejer derpå indirekte fondens aktiver, og har ret til en andel af overskuddet (i form af eksempelvis udbytte), ligesom de i tilfælde af, at fonden likvideres ville være berettiget til enhver restværdi.
ETF'er er typisk attraktive at investere i, da man som investor kan opnå en høj grad af diversifikation (investeret i mange forskellige selskaber gennem et indeks) til lave omkostninger. Ligeledes kan ETF'er have skattemæssigefordele, ligesom de også oftest er meget omsættelighed (de kan hurtigt blive handlet og omsat til likvide midler).
$9 billioner er på globalt niveau investeret i ETF'er per august 2021, hvoraf $6,6 billioner er investeret i USA.
I USA er de største ETF-udstedere BlackRock (iShares) med en markedsandel på 35 %, The Vanguard Group med en markedsandel på 28 %, State Street Global Advisors med en markedsandel på 14 %, Invesco med en markedsandel på 5 % og Charles Schwab Selskab med en markedsandel på 4%. BlackRock (iShares) har ligeledes den største markedsandel i Europa, mens DWS Group (Xtracker), Société Générale (Lyxor), UBS Group AG og Amundi også har større markedsandele.
Closed-end fonde (CEF) anses ikke for at være ETF'er, selvom de er fonde og handles på en børs.

## Udstedere af ETF'er
- AdvisorShares : udsteder kun aktivt forvaltede ETF'er, majoritetsejet af Fund.com
- Banco Itau : udsteder ETF'er i Brasilien
- Bips Investment Managers : udsteder Bips (Beta Investment Performance Securities) i Sydafrika
- BlackRock : udsteder iShares
- BNP Paribas : udsteder EasyETF'er i Europa
- Boost ETP : udsteder korte (inverse) og gearede børshandlede produkter, herunder 3X aktie- og råvareprodukter i Europa
- Charles Schwab Corporation : udsteder ETF'er
- Deutsche Bank : udsteder Xtrackers ETF'er og administrerer PowerShares DB råvare- og valutabaserede ETF'er
- ETF-værdipapirer : udsteder ETF'er primært i Australien
- Franklin Templeton Investments : Udsteder LibertyShares® ETF'er
- Global X Funds : udsteder ETF'er
- Guggenheim Partners : udsteder specialiserede Guggenheim Funds ETF'er
- Indo Premier Investment Management : udsteder Premier ETF'er på Indonesiens børs
- Invesco : udsteder Invesco ETF'er, samt BLDRS baseret på amerikanske depositarbeviser
- Lyxor Asset Management : udsteder Lyxor ETF'er i Frankrig
- Natixis Investment Managers : udsteder Active International Minimum Volatility ETF (MVIN) og Active Short Duration Income ETF (LSST)
- NextFins : udsteder Nifty India Financials ETF (INDF)
- Standard Life Aberdeen : udsteder råvare-ETF'er
- State Street Global Advisors : udsteder SPDR'er
- The Vanguard Group : udsteder Vanguard ETF'er, tidligere kendt som VIPER'er
- United States Commodity Funds : udsteder råvare-ETF'er såsom United States Oil Fund
- Van Eck Global : udsteder Market Vectors ETF'er
- WisdomTree Investments : udsteder special-ETF'er